# Ecdyonurus insignis
Espèce
Il semblerait que Ecdyonurus insignis (Eaton, 1870), une espèce d'insectes ailés, de l'ordre des éphéméroptères, soit, au regard de la classification actuelle, le même insecte que les anciens Ecdyonurus rhenanus et Heptagenia insignis.

## Localisation
Ecdyonurus insignis est très abondant en France, surtout dans les Pyrénées, le Massif Central, et les rivières de Franche-Comté.

## Caractéristiques physiques
- Nymphe : de 8 à 11 mm pour le corps
- Imago :
  - Corps : ♂ 10 à 11 mm, ♀ 11 à 13 mm
  - Cerques : ♂ 23 à 24 mm, ♀ 19 à 20 mm
  - Ailes : de 11 à 12 mm

Ecdyonurus insignis doit son nom aux marques (insignes) très reconnaissables de son abdomen : zébrures sombres sur les flancs, et "pattes d'oiseau" sur le dos.

## Éclosion
De mi-juin à fin août.